# Notiobiella semeriai
Notiobiella semeriai är en insektsart som beskrevs av Monserrat 1984. Notiobiella semeriai ingår i släktet Notiobiella och familjen florsländor. Inga underarter finns listade i Catalogue of Life.